# Luz zodiacal

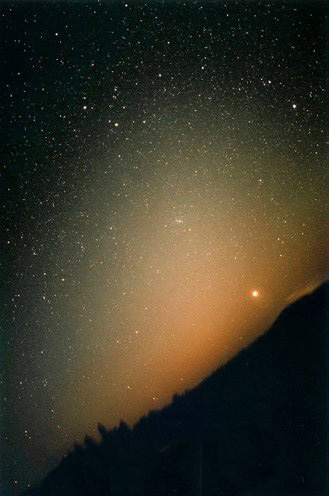
Luz zodiacal en el cielo oriental en la constelación de Cáncer antes del amanecer. También son visibles Venus y el cúmulo estelar M44..

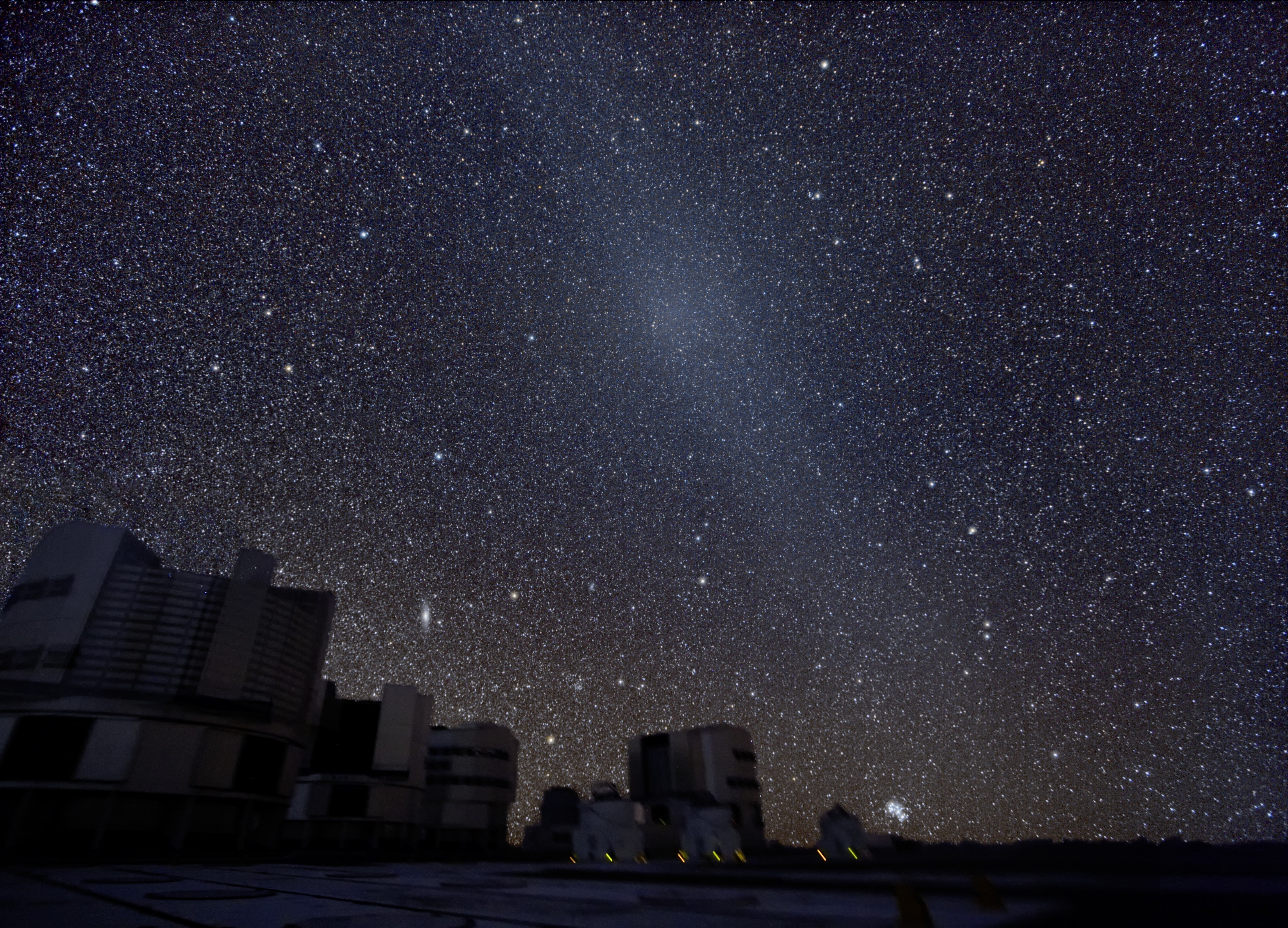
Gegenschein a una distancia angular de 180° con respecto al Sol.

Distribución de intensidad de la luz zodiacal, el puente luminoso y el Gegenschein (la corona F a 0,5-2° ya no aparece en la imagen).

Intensidad del Gegenscheins.

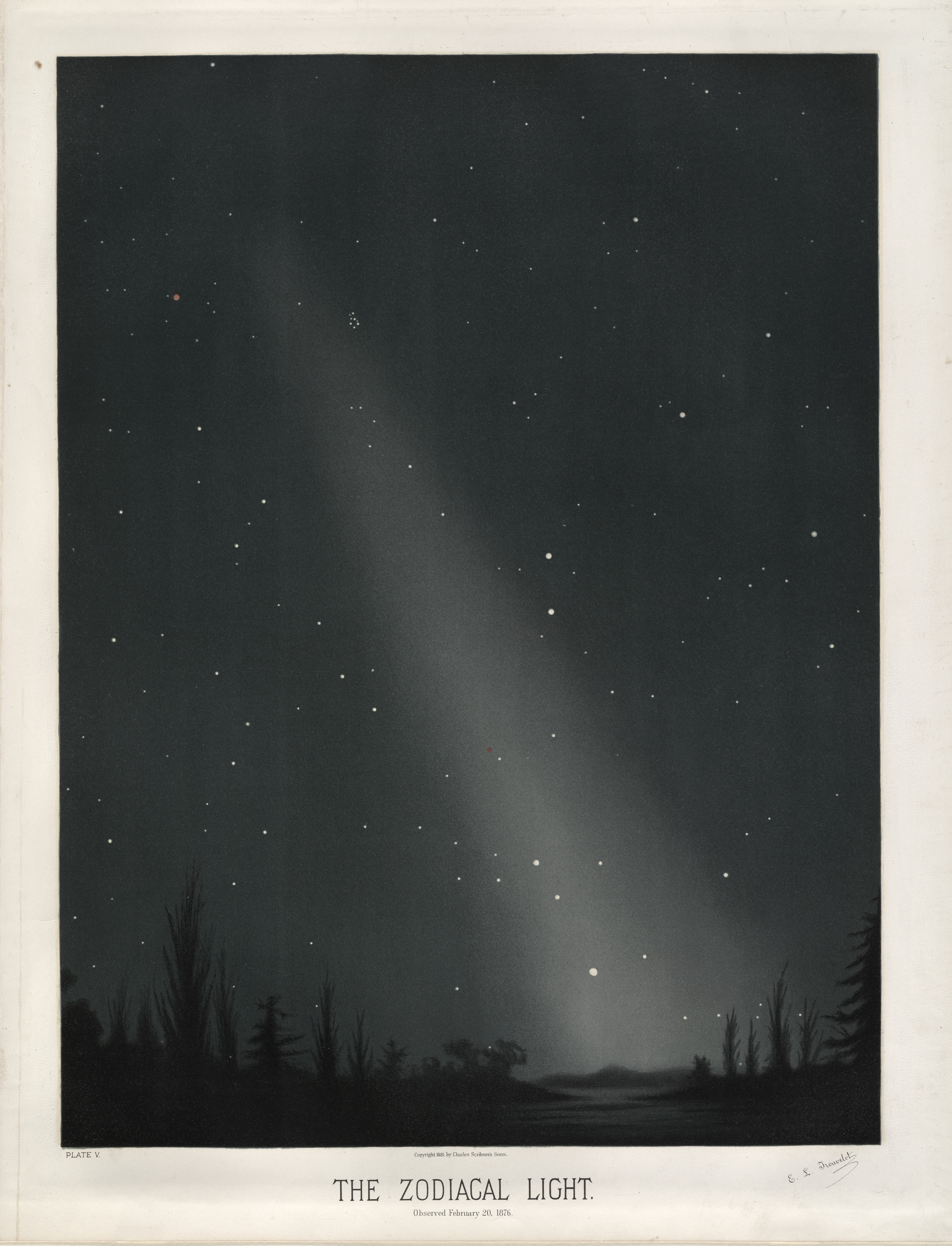
Luz zodiacal en el cielo nocturno, según un dibujo de Étienne Léopold Trouvelot Étienne Léopold Trouvelot

La luz zodiacal es una banda débil de luz, de forma casi triangular, que puede apreciarse en el cielo nocturno extendiéndose a lo largo del plano de la eclíptica donde se encuentran las constelaciones del Zodíaco. Cubre el cielo por completo aunque solo es apreciable sobre el plano de la eclíptica y es responsable del 60 % de la luz natural en una noche sin Luna. Está causada por la dispersión de la luz solar en partículas de polvo que se encuentran a lo largo de todo el sistema solar.

## Observación
La luz zodiacal es muy débil y es completamente invisible en cielos débilmente iluminados por otros objetos brillantes como la Luna o fuentes artificiales de luz, como la contaminación lumínica. En las latitudes medias del hemisferio norte se observa mejor dirigiendo la vista hacia el oeste en la primavera, después del crepúsculo, o mirando hacia el este en el otoño, justo antes del alba, por la constelación de Piscis.
Decrece en intensidad lumínica con la distancia con respecto al Sol. En ciertas noches muy oscuras se puede observar una banda continua a lo largo de toda la eclíptica. En oposición a la luz zodiacal, es posible observar un brillo ovalado muy débil conocido como Gegenschein.
Ver el halo de la luz zodiacal no siempre es fácil. Hay que elegir bien el momento de la observación. Como el resplandor se extiende a lo largo de la eclíptica, se ve mejor cuando esta se eleva sobre el horizonte, lo que depende de la estación. Los mejores momentos son septiembre y octubre, por la mañana, en dirección este, y febrero y marzo, por la noche, en dirección oeste. Es necesario buscar un día sin Luna.

## Descripción del fenómeno
La luz zodiacal es un fulgor que hace que el cielo se vuelva más claro por la noche hacia el oeste tras la puesta del Sol, o por la mañana hacia el este, antes de que salga. Esta luz se debe a la presencia en torno al Sol de un disco de polvo de 600 millones de kilómetros de radio. Llega casi hasta la órbita de Júpiter. Solo la parte central es lo bastante densa para dispersar la luz solar y ser visible justo después del crepúsculo o antes del alba. El halo zodiacal tiene una forma vagamente elíptica. El origen de este disco es el polvo expulsado en las inmediaciones del Sol por los innumerables cometas que cruzan la zona desde hace miles de millones de años.

## Origen
La luz solar absorbida por las partículas de polvo es emitida nuevamente como radiación infrarroja en todas direcciones. Esto causa que las pequeñas partículas sean frenadas lentamente por la presión de la radiación solar, describiendo órbitas cada vez más cerradas y migrando hacia el Sol (efecto Poynting-Robertson).
Dado que el tiempo de vida del polvo en el sistema solar es muy reducido comparado con su historia, es necesario tener una fuente continua de nuevas partículas que mantengan la luz zodiacal. El polvo generado en los cometas y en las colisiones entre pequeños asteroides mantiene el plano de la eclíptica poblado con partículas pulverulentas. En años recientes se ha podido observar cómo la luz zodiacal tiene estructuras importantes, incluyendo bandas de absorción ligadas a la mayor presencia de polvo producida en familias de asteroides y en restos concretos de la cola de los cometas.

## Historia
Probablemente los egipcios observaron este fenómeno luminoso hace unos miles de años. La primera descripción detallada de la luz zodiacal fue creada en 1682-1683 por el matemático y astrónomo italiano Giovanni Domenico Cassini y su colega suizo Nicolas Fatio de Duillier. Sin embargo, el fenómeno de la luz zodiacal ya fue mencionado en fuentes musulmanas, incluida la colección de hadices (dichos del profeta Mahoma) Sahih al-Bujari, del erudito islámico del siglo IX Al-Bujari. En ellos se distingue la aparición vertical de la luz zodiacal (como falso crepúsculo) del amanecer tardío y horizontal, según el cual se determinan correctamente las fechas de oración.
Hasta donde se sabe, el gegenschein de la luz zodiacal fue observado por primera vez en 1730 por el sacerdote y profesor jesuita francés Esprit Pézenas (1692-1776). Alexander von Humboldt hizo más observaciones durante su viaje a América del Sur entre 1799 y 1803. A él también se remonta el término «gegenschein». En 1854, el astrónomo danés Theodor Brorsen publicó las primeras investigaciones sistemáticas sobre el resplandor opuesto y ya supo interpretarlo correctamente. Al mismo tiempo, Brorsen fue el primero en observar que la luz zodiacal es un fenómeno que se extiende por todo el cielo y que, en condiciones favorables, puede verse como una banda con un débil puente luminoso entre la luz principal y la contraluz, llamada banda zodiacal. El astrónomo Walter Grotrian (1890-1954) finalmente descubrió las nubes de polvo que las provocaban.